# レネ・サンティアゴ
レネ・サンティアゴ（René Santiago、1992年4月10日 - ）は、プエルトリコのプロボクサー。ウマカオ出身。現WBO世界ライトフライ級王者。

## 来歴
2020年1月31日、トゥルイジョ・アルトのチャンチャ・ルーベン・ザヤスでイスラエル・バスケスとWBOラテンアメリカライトフライ級王座決定戦を行い、10回3-0（97-92、99-90×2）の判定勝ちを収め王座を獲得した。
2023年10月27日、ニカラグア・マナグアのアレクシス・アルゲリョ・スポーツ・コンプレックスで行われた「WBO・ナイト・オブ・チャンピオンズ」興行に出場したサンティアゴは当初WBO世界ライトフライ級15位のケビン・ビバスと保持するラテンアメリカ王座2度目の防衛戦を同門のWBO世界ライトフライ級王者ジョナサン・ゴンサレス対ジェラルド・サパタのWBO世界ライトフライ級タイトルマッチの前座で行う事になっていたが、試合2日前にゴンサレスがインフルエンザ発症とそれに伴う体の痛みと頭痛などの体調不良により欠場、ゴンサレスの防衛戦が中止となった。この事態を受けラテンアメリカ王座防衛戦を行う予定だったサンティアゴとビバスの試合がゴンサレスの欠場に伴い急遽設置されたWBO世界ライトフライ級暫定王座決定戦に変更、サンティアゴが12回1分18秒KO勝ちを収め暫定王座を獲得した。試合後、WBOはゴンサレスとサンティアゴに対して180日以内（2024年4月27日まで）に団体内王座統一戦で対戦するよう指令した。
2024年3月2日、母国のプエルトリコ・サンフアンのコリセオ・デ・プエルトリコにてWBO世界ライトフライ級正規王者のジョナサン・ゴンサレスとWBO世界同級団体内王座統一戦を行うも、12回0-3（111-117、112-116、113-115）の判定負けを喫し団体内王座統一に失敗、サンティアゴが4ヶ月間保持してきた暫定王座はゴンサレスの正規王座に吸収される形で消滅した。
2025年3月13日、日本のリングに初登場。両国国技館で指名挑戦者としてWBO世界ライトフライ級王者の岩田翔吉に挑戦し、12回3-0（116-112、117-111、118-110）の判定勝ちを収め正規という形で約1年ぶりにWBO王座に返り咲いた。

## 戦績
- プロボクシング：18戦 14勝 (9KO) 4敗

| 戦           | 日付           | 勝敗 | 時間     | 内容    | 対戦相手                                       | 国籍           | 備考                                          |
| ------------ | -------------- | ---- | -------- | ------- | ---------------------------------------------- | -------------- | --------------------------------------------- |
| 1            | 2014年11月22日 | ☆    | 4R       | 判定    | グスタボ・オルティス                           | プエルトリコ   | プロデビュー戦                                |
| 2            | 2015年4月25日  | ☆    | 2R 1:45  | TKO     | ルイス・ディアス                               | プエルトリコ   |                                               |
| 3            | 2015年5月31日  | ☆    | 3R 2:59  | TKO     | アレクシス・ディアス                           | プエルトリコ   |                                               |
| 4            | 2015年8月22日  | ☆    | 2R 2:27  | TKO     | アルベルト・メディナ・マルドナド               | プエルトリコ   |                                               |
| 5            | 2016年1月30日  | ★    | 6R       | 判定0-3 | ワルデマル・パガン                             | プエルトリコ   |                                               |
| 6            | 2018年7月1日   | ☆    | 1R 2:55  | KO      | スターリン・レイジェス・シエラ                 | ドミニカ共和国 |                                               |
| 7            | 2018年8月25日  | ☆    | 2R 2:27  | TKO     | ヘスス・ミゲール・マルティネス・カスティージョ | ドミニカ共和国 |                                               |
| 8            | 2018年12月7日  | ★    | 6R       | 判定0-3 | ヘオバニ・ガルシア・バラガン                   | メキシコ       |                                               |
| 9            | 2019年11月23日 | ☆    | 1R 2:58  | TKO     | フアン・ガブリエル・グスマン・ピチャルド       | ドミニカ共和国 |                                               |
| 10           | 2020年1月31日  | ☆    | 10R      | 判定3-0 | イスラエル・バスケス                           | プエルトリコ   | WBOラテンアメリカライトフライ級王座決定戦     |
| 11           | 2021年11月7日  | ☆    | 2R 1:07  | TKO     | ホセ・カルデロン                               | ドミニカ共和国 |                                               |
| 12           | 2022年4月8日   | ★    | 10R      | 判定0-3 | ユデル・レイジェス                             | メキシコ       | NABO北米ミニマム級王座決定戦                  |
| 13           | 2022年12月16日 | ☆    | 2R 1:30  | 反則    | ヘラルド・サパタ                               | ニカラグア     | WBOラテンアメリカライトフライ級タイトルマッチ |
| 14           | 2023年4月14日  | ☆    | 9R 1:28  | TKO     | カルロス・オルテガ                             | パナマ         | WBOラテンアメリカ防衛1                        |
| 15           | 2023年10月27日 | ☆    | 12R 1:18 | KO      | ケビン・ビバス                                 | ニカラグア     | WBO世界ライトフライ級暫定王座決定戦           |
| 16           | 2024年3月2日   | ★    | 12R      | 判定0-3 | ジョナサン・ゴンサレス                         | プエルトリコ   | WBO世界ライトフライ級王座統一戦 WBO暫定陥落   |
| 17           | 2024年10月30日 | ☆    | 10R      | 判定3-0 | リカルド・アストゥビルカ                       | ペルー         | WBOインターナショナルライトフライ級王座決定戦 |
| 18           | 2025年3月13日  | ☆    | 12R      | 判定3-0 | 岩田翔吉（帝拳）                               | 日本           | WBO世界ライトフライ級タイトルマッチ           |
| テンプレート |                |      |          |         |                                                |                |                                               |

## 獲得タイトル
- WBOラテンアメリカライトフライ級王座
- WBOインターナショナルライトフライ級王座（防衛0）
- WBO世界ライトフライ級暫定王座（防衛0）
- WBO世界ライトフライ級王座（防衛0）